# Unreal Commander
Unreal Commander — бесплатный двухпанельный файловый менеджер с закрытым исходным кодом, работающий под управлением Microsoft Windows.
Базовая функциональность программы может быть расширена за счёт плагинов.

## Описание
Внешним видом, внутренней работой и функциональными возможностями похож на Total Commander.
Файловый менеджер отображает скрытые и системные файлы, может изменять их атрибуты, а также перемещать, копировать или удалять, имеет встроенный FTP-клиент, просмотрщик графических файлов, медиапроигрыватель, умеет разбирать/собирать файлы на части, поддерживает работу с популярными архивами, которые может открывать для чтения и редактирования, юникод, табы, drag-and-drop, плагины (включая плагины, написанные для Total Commander), настройку внешних и внутренних редакторов, синхронизацию каталогов, игнор-список, групповое переименование файлов, настройку горячих клавиш меню, цветовые схемы и стили, темы оформления, поиск, интерфейс командной строки, оснащён интернациональной поддержкой.

## Возможности программы
Возможности программы заявленные автором на официальном сайте:
- Двухпанельный многоязычный GUI-интерфейс.
- Поддержка UNICODE.
- Расширенный поиск файлов.
- Групповое переименование файлов и каталогов.
- Файловые операции с применением очередей, а также функций автоповтора/автопропуска.
- Синхронизация каталогов.
- Поддержка архивов ZIP, 7Z, RAR, CAB, WIM, TAR, GZ, TGZ, BZ2, TBZ2, LHA, ARJ.
- Встроенный FTP-клиент с поддержкой SSL/TLS, работающий в том числе с использованием прокси-сервера (Socks 4/5).
- Режим эскизов.
- Табы каталогов.
- Поддержка WLX-плагинов, WCX-плагинов и WDX-плагинов.
- Подсчёт и проверка контрольных сумм файлов/каталогов (MD5, MD4, SHA3, SHA2, SHA1, RIPEMD128, RIPEMD160, HAVAL).
- Встроенный просмотрщик и функция быстрого просмотра.
- Работа с сетевым окружением.
- Работа с сетевыми дисками[прояснить].
- Поддержка Drag & Drop при работе с другими приложениями.
- Встроенная утилита резервного копирования.
- Встроенная утилита скачивания файлов.
- Кнопки истории и Избранного.
- Фоновое копирование/перенос/удаление.
- Удаление файлов с затиранием (WIPE).
- Использование фоновых рисунков.
- Стили оформления: цветовые категории файлов, шрифты для всех элементов интерфейса.

## Регистрация
Unreal Commander является бесплатным проектом, но для снятия некоторых ограничений необходимо получить лицензионный ключ через пункт главного меню «Справка» — «Управление лицензией…» в автоматическом режиме или в ручном - через соответствующую страницу на официальном сайте.
Однако при работе программы может отображаться диалоговое окно с просьбой пожертвовать в помощь проекту сумму эквивалентную 2 долларам США. Функциональность файлового менеджера при этом остаётся прежней. При внесении пожертвования лицензионный ключ получает Особый статус, при котором не будет отображаться окно с просьбой о помощи проекту. За каждую дополнительную полную сумму пожертвования будет добавлен дополнительный гифт-код, которым можно отключить окно с просьбой о помощи проекту ещё на одном ПК. Особый статус неограничен по времени использования с той версией программы, для которой он получен (а также всех её подверсий, начиная от бета-версий и заканчивая фикс-релизами), однако может не распространяться на более поздние версии.

## Достоинства и недостатки

### Достоинства
- Обладает широкой функциональностью.
- Может быть использован в Portable-режиме.
- Бесплатен для коммерческого и некоммерческого использования.
- Поддержка плагинов, написанных для Total Commander, кроме плагинов файловой системы.

### Недостатки
- Отсутствие кроссплатформенности.
- Закрытый исходный код.
- Для полной функциональности необходимо получение лицензионного ключа (бесплатного).